# FO Deh 4/4 I (51-55)
De Deh 4/4 I is een elektrische locomotief van de Furka-Oberalp-Bahn (FO). De onderneming maakt tegenwoordig deel uit van de Matterhorn Gotthard Bahn (MGB).

## Geschiedenis
Deze locomotieven werden in de jaren 1970 door Schweizerische Lokomotiv- und Maschinenfabrik (SLM), Schweizerische Industrie-Gesellschaft (SIG) en Brown, Boveri & Cie (BBC) ontwikkeld en gebouwd voor de Furka-Oberalp-Bahn (FO) en de Brig-Visp-Zermatt-Bahn (BVZ) als Deh 4/4 I.

## Constructie en techniek
De locomotief is opgebouwd uit een lichtstalen frame. Deze locomotieven hebben ook tandradaandrijving. De locomotief met bagageafdeling heeft twee stuurstanden en wordt tegenwoordig uitsluitend in combinatie met tussenrijtuigen en stuurstandrijtuig gebruikt.

### Tandradsysteem
Deze motorrijtuigen zijn voorzien van het tandradsysteem Abt. Abt is een systeem voor tandradspoorwegen, ontwikkeld door de Zwitserse ingenieur Carl Roman Abt (1850-1933).

### Namen
De Matterhorn Gotthard Bahn (MGB) heeft de volgende namen op de locomotieven geplaatst:
| Nummer | Naam            | Opmerking |
| ------ | --------------- | --------- |
| 51     | Disentis/Mustér | ex FO 51  |
| 52     | Tujetsch/Sedrun | ex FO 52  |
| 53     | Urserental      | ex FO 53  |
| 54     | Goms            | ex FO 54  |
| 55     | Brig            | ex FO 55  |

## Treindiensten
Deze treinen worden door Matterhorn Gotthard Bahn (MGB) ingezet op de volgende trajecten.
- Brig - Andermatt - Disentis/Mustér
- Andermatt - Göschenen
- (Zermatt -) Visp - Brig